# Patrice Ségura
Patrice Ségura, né le 24 mai 1961 à Limoges en Haute-Vienne, est un joueur de football français qui évoluait au poste d'attaquant, avant de devenir ensuite entraîneur.

## Biographie

### Carrière de joueur
Patrice Ségura commence sa carrière au Toulouse FC. Stagiaire de 1979 à 1981, il fait ses débuts en équipe première à 20 ans, en deuxième division. En 1983 il est sacré champion de France de Division 3 avec l'équipe réserve après avoir inscrit 22 buts en 23 matches. 
Il joue ensuite en faveur du FC Sète. Il inscrit 17 buts en Division 2 avec cette équipe lors de la saison 1983-1984. Le 23 juillet 1983, lors de la première journée du championnat, il inscrit un triplé lors de la réception de l'AS Libourne.
Patrice Ségura joue ensuite brièvement avec les clubs du Paris Saint-Germain et du Stade lavallois. Il termine sa carrière professionnelle avec les équipes d'Amiens et de Lorient.

## Palmarès
Toulouse
- Championnat de France D2 (1) :
  - Champion : 1981-82.
- Division 3 : 
  - Champion : 1982-83.

 Paris SG
- Coupe de France :
  - Finaliste : 1984-85.